# شعب زولو

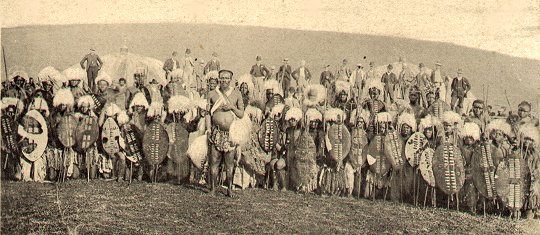
مجموعة من محاربي الزولو

الزولو (بالإنجليزية: Zulu)‏ هي مجموعة من القبائل بدأت خلال عشرينات القرن الثامن عشر بقيادة زعيمها شاكا (بالإنجليزية: Chaka)‏ بمهاجمة الشعوب المجاورة. وكان المقاتلون مدربين وملتزمين بالنظام، وسرعان ما أصبح الزولو أقوى جماعة بين مواطني جنوب أفريقيا. ولكن حملاتهم الحربية ما لبثت أن جعلتهم يصطدمون بالأوروبيين. ويبلغ تعداد الزولو حاليًا حوالي 10 ملايين نسمة يستوطن معظمهم جنوب إفريقيا وينتشر بعضهم في زيمبابوي وزامبيا وموزمبيق، ويتكلم الزولو لغة البانتو.

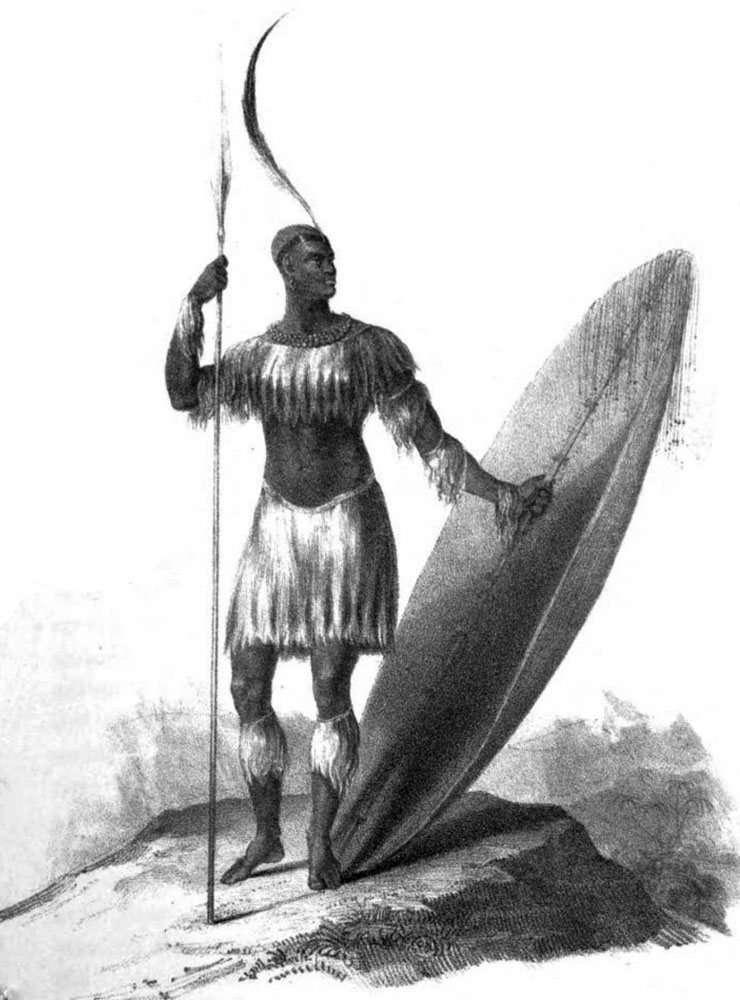
الملك تشاكا

## الحكم والمسكن
يحكم الزولو ملك يتمتع بسلطة مطلقة، ولكل عشيرة -أي مجموعة أسرية- رئيس ينتقل إليه المنصب بالوراثة، وقد جرت العادة بأن لا يقيم الزولو في القرى، وإنما يعيشون في مدن كبيرة تربط بينهم صلة القربى، ويطلق على هذه المدن اسم الكرآل (بالإنجليزية: Kraals)‏ وهي عبارة عن عدد من الأكواخ ترص في ما يشبه دائرة غير منتظمة وتضم الماشية ويحوطها سياج، أما الكرال الرئيسي فيتخذها الزعيم مقاما وتكون أكبر من غيرها وتشبه معسكرا حربيا، ومساكن الزولو تشيد بأسلوب بسيط، لأن من عاداتهم أنهم كثيرة الترحال، وأكواخهم دائرية ولسقوفها شكل القبة، وهي مجردة من النوافذ وبابها عبارة عن فجوة صغيرة عرضها حوالي ستون سنتيمترا وارتفاعها حوالي خمسة وسبعون سنتيمترا، وليس في الكوخ إلا غرفة واحدة، ويقوم الرجال ببناء الهيكل الخشبي من الأغصان الطرية اللينة وبعدئذ تتولى النساء إكمال بناء الكوخ بتسقيفه بعناية بالأعشاب والقش حتى لا ينفذ منه المطر.

## المملكة
أسس الزلو دولة قوية عام 1818 بقيادة الزعيم شاكا. وتمتع شاكا بصفته ملكاً للزولو بصلاحياتٍ وسلطةٍ واسعة على القبيلة. وغدا زعيماً على إقليم مُعلّمه دينغيسوايو بصفته قائداً في جيش كونفيدرالية مثيثوا القوية، وقام شاكا بتوحيد ما كان في السابق كونفدرالية جمعت مجموعة من القبائل لتصبح إمبراطورية مهيمنة في ظل حكم الزولو. كان توسع الزولو عاملاً هاماً في انتشار الفوضى والحروب بين الجماعات الإثنية للسكان الأصليين في منطقة أفريقيا الجنوبية خلال الفترة من عام 1815 حتى حوالي عام 1840.

## استغلال الأراضي والماشية
يستغل الزولو أرضهم في الزراعة ورعي الماشية كما هو الشأن في العديد من الجهات في جنوب إفريقيا، ويتولى الرجال العناية بالحيوان فيم تقوم النساء بجميع الأعمال الزراعية إذ ينظرون إليها على أنها من الأعمال الدنيا، ونادرا ما يذبح الزولو الماشية ولا يتناولون اللحم البقري إلا في مناسبات معينة كاحتفالات العرس أو المأتم، وللماشية شأن هام في حياة الزولو إذ ينظر إليها على أنها مصدر الثروة ومعيارها، وعلى الشاب قبل أن يتزوج أن يدفع إلى أسرة زوجته المستقبلية اللوبولو (بالإنجليزية: Lobolo)‏ أي ثمن العروس ويدفعه بالماشية لا نقدا، وديانة الزولو تحرم على المرأة أن تكون لها أي علاقة بالماشية فهي تختص فقط بالزراعة.

## الملبس
يعتمد الزولو بصفة أساسية في ردائهم على جلود الحيوانات كالثيران والوعول، ورداء الزولو خال من التعقيد فهو للرجل مجرد ستر للعورة أما المرأة فتلبس قميصا صغيرا من الجلد، أما السحرة الأطباء ورؤساء العشائر فيمكن أن يميزهم المرء عن سواهم بمظهرهم، فثياب الساحر الطبيب تحلى بالريش، بينما يرتدي رؤساء العشائر جلود الفهود.

## الصيد
للصيد أهمية كبيرة عند الزولو فيتدربون عليه منذ الطفولة، ولما كان من النادر أن يذبحوا مواشيهم ويقتاتوا بها، فأنهم يحصلون على مؤونتهم من اللحم عن طريق اصطياد الحيوانات البرية وخاصة الوعول والظباء، غير أن صيد هذه الحيوانات محظور في الوقت الحاضر لذا زاد اعتمادهم على الحيوانات المنزلية، وقد كان السلاح الرئيسي للزولو هو الرمح والنبوت المعقد، وهذا النبوت عبارة عن عصى تنتهي بعقدة سميكة، وعندما يقذف به الغزال الهارب بقوة كافية فإنه يكسر قائمته، وهو وإن كان سلاحا بدائيا إلا أنه فعال جدا، وتضم رحلات الصيد في بعض الأحيان مئات الصيادين، وفي هذه الحالات يضرب الصيادون طوقا حول طرائدهم ثم يضيقون حلقة الحصار تدريجيا حتى لا يكون للطريدة فرصة للإفلات وعندما يطبقون عليها ويقتربون منها بمسافة كافية فإنهم يرمونها بالرماح ومن النادر جدا أن يتمكن الحيوان من الهرب.

## السحرة الأطباء
بغض النظر عن رؤساء العشائر فإن السحرة الأطباء هم أصحاب النفوذ الأكبر بين الزولو، فإنهم يعتقدون أن في وسع السحرة الأطباء أن يشفوا الأمراض وأن يتسببوا في موت إنسان يبدو صحيح البدن، وهم يستدعون في كثير من الأحيان لممارسة سحرهم، فهم الذين ينزلون المطر بعد نوبة طويلة من الجفاف، وهم الذين يجعلون المحاصيل تنمو ويصونونها من التلف من فعل عناصر الطبيعة كالرياح والصقيع، اما القرارات ذات الأهمية فلا تتخذ إلا بعد استشارتهم، إذ أن المعتقد أنهم قادرون على التنبؤ بالمستقبل. ومهنة السحرة الأطباء يكتنفها الغموض، والقوم هناك يخافونهم خوفا شديدا، ويتزين السحرة الأطباء بالعديد من الحلي ذات الرموز السحرية، مما يبث الخوف والرعب في نفوس من يراهم، ويتقلدون حول أعناقهم خيطا يعلقون فيه قرون ظباء محشوة بمساحيق وأعشاب ذات منفعة سحرية وطبية.

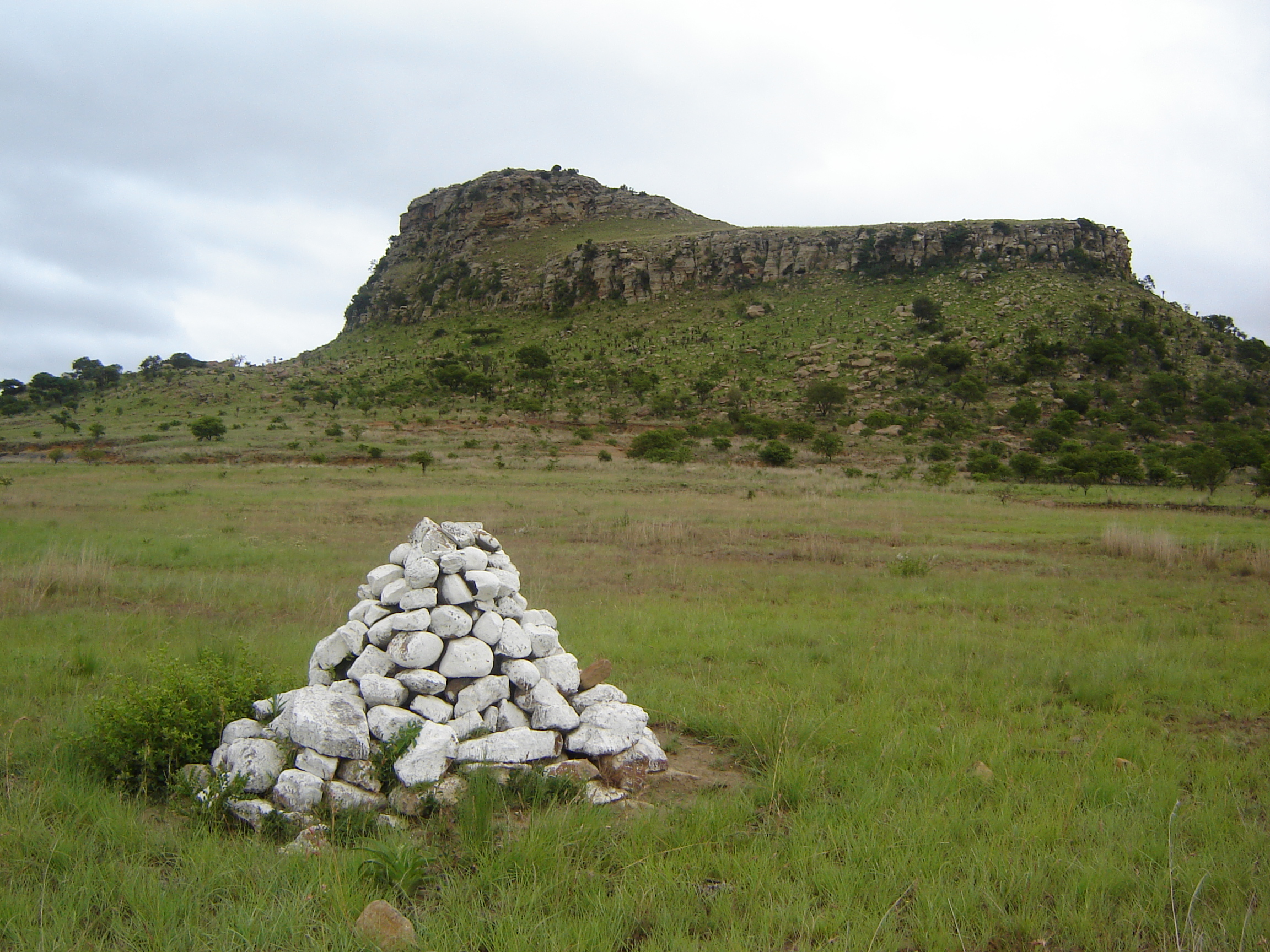
قبر لفرد من الزولو

## دفن الموتى
في وقت من الأوقات كان الرؤساء وكبار القوم دون سواهم هم الذين يدفنون بأسلوب لائق أما غيرهم فكانوا يتركون طريحين على الأرض في الغابة والأدغال اما اليوم فالأموات جميعا يدفنون، وعادة ما يتم ذلك بعد غروب الشمس. وعقب الوفاة تطوى الجثة وتكتف وتثنى الركبتان وتضمان إلى الصدر ويحفر قبر مستو عمقه حوالي 135 سم، توضع الجثة في القبر بوضع رأسي وتحاط بالأحجار من كل ناحية بحيث لا تلمس جدران الحفرة. ويدفن الميت بحيث يكون وجهه متجها ناحية الكوخ الذي سكنه طوال حياته، والأماكن التي تدفن فيها الموتى تختلف من مستوطنة إلى أخرى، والزولو بشكل عام شديدو التكتم بشأن مواضع هذه المقابر.

## الدين والمعتقدات

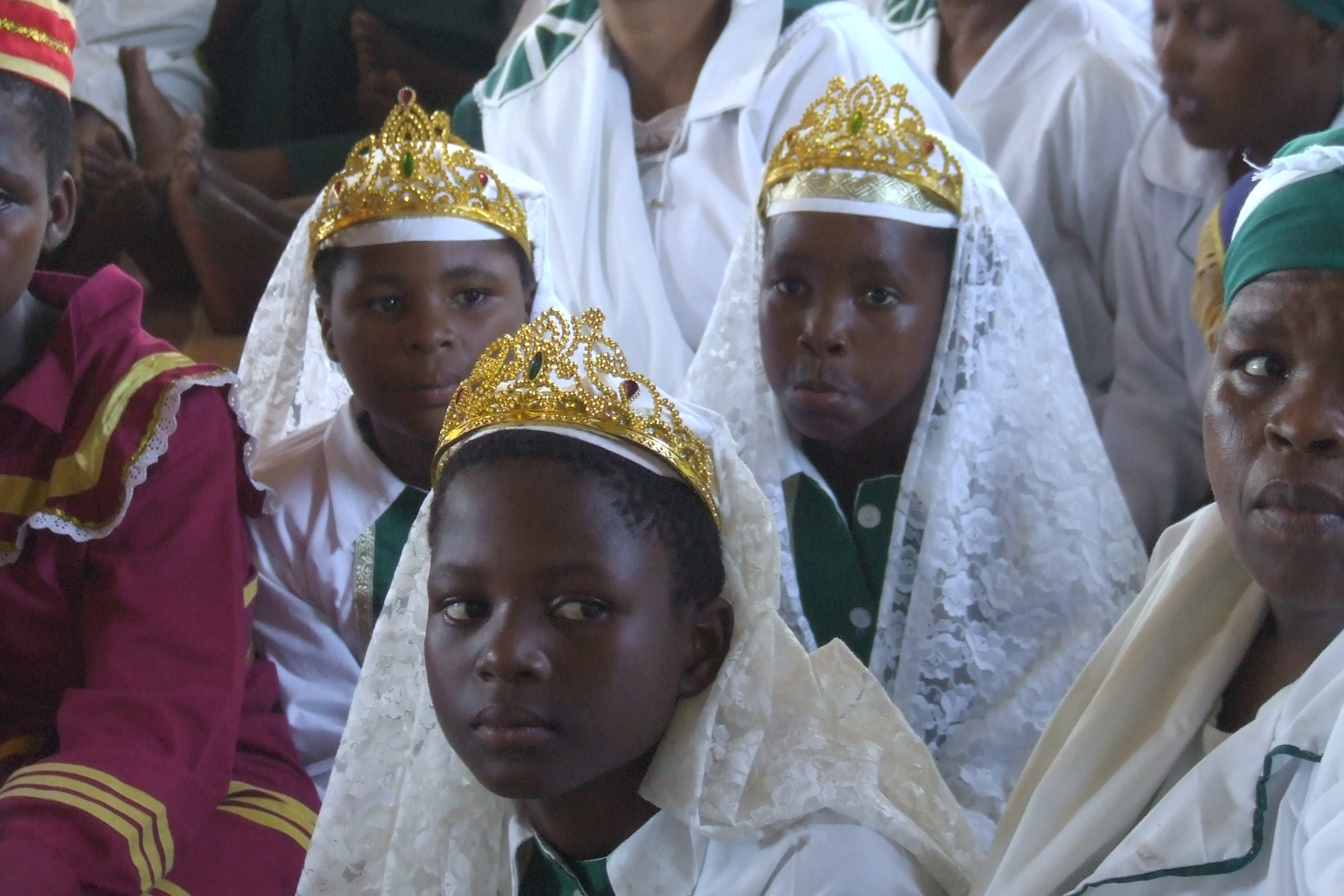
مصلين من الزولو في الكنيسة الرسولية الأفريقية المتحدة، بالقرب من مضيق أوريبي.

يُصرِّح معظم شعب الزولو أن معتقداتهم مسيحية. إنَّ بعض الكنائس الأكثر شيوعًا التي ينتمون إليها هي الكنائس الأفريقية [الإنجليزية]، وخاصة كنيسة صهيون المسيحية [الإنجليزية] وكنيسة الناصرة المعمدانية [الإنجليزية] والكنيسة الرسولية الأفريقية الموحدة [الإنجليزية]، وعلى الرغم من أن عضوية الكنائس الأوروبية الرئيسية، مثل الكنيسة المصلحة الهولندية، والكنائس الأنجليكانية والكاثوليكية شائعة أيضًا. ومع ذلك، يحتفظ العديد من شعب الزولو بنظام معتقداتهم التقليدية ما قبل المسيحية لعبادة الأسلاف بالتوازي مع مسيحيتهم.
تتضمن ديانة الزولو التقليدية الإيمان بالإله الخالق أونكلونكولو [الإنجليزية]، لقد خلق كل شيء من الأرض والماء إلى الإنسان والحيوانات. يعتبر الرجل الأول والأب لجميع الزولو. قام بتعليم الزولو كيفية الصيد، وكيفية إشعال النار، وكيفية زراعة الطعام. تقليديا، كان اعتقاد الزولو الأكثر قوة هو أرواح الأسلاف (أماثونجو أو أمادلوزي)، الذين لديهم القدرة على التدخل في حياة الناس، من أجل الخير أو الشر. لا يزال هذا الاعتقاد منتشرًا بين سكان الزولو الحديثين.
تقليديا، يُميز شعب الزولو عدة عناصر موجودة في الإنسان: الجسم المادي (يومزيمبا أو إنياما أومزيمبا)؛ التنفس أو قوة الحياة
(أومويا ومفومولو أو أومويا)؛ و «الظل» أو الهيبة أو الشخصية (أيسيثونزي). إنَّ بمجرد أن يغادر الأومويا (قوة الحياة) الجسد، قد يعيش الأيسيثونزي (الظل) كروح أسلاف (إيدلوزي) فقط إذا تهيأت شروط معينة في الحياة. إن التصرف مع أوبونتو (الإنسانية)، أو إظهار الاحترام والكرم تجاه الآخرين، يعزز المكانة الأخلاقية للفرد أو هيبته في المجتمع، أي أيسيثونزي. على النقيض من ذلك، فإن التصرف بطريقة سلبية تجاه الآخرين يمكن أن يقلل من أيسيثونزي، ومن الممكن أن يتلاشى أيسيثونزي تمامًا.

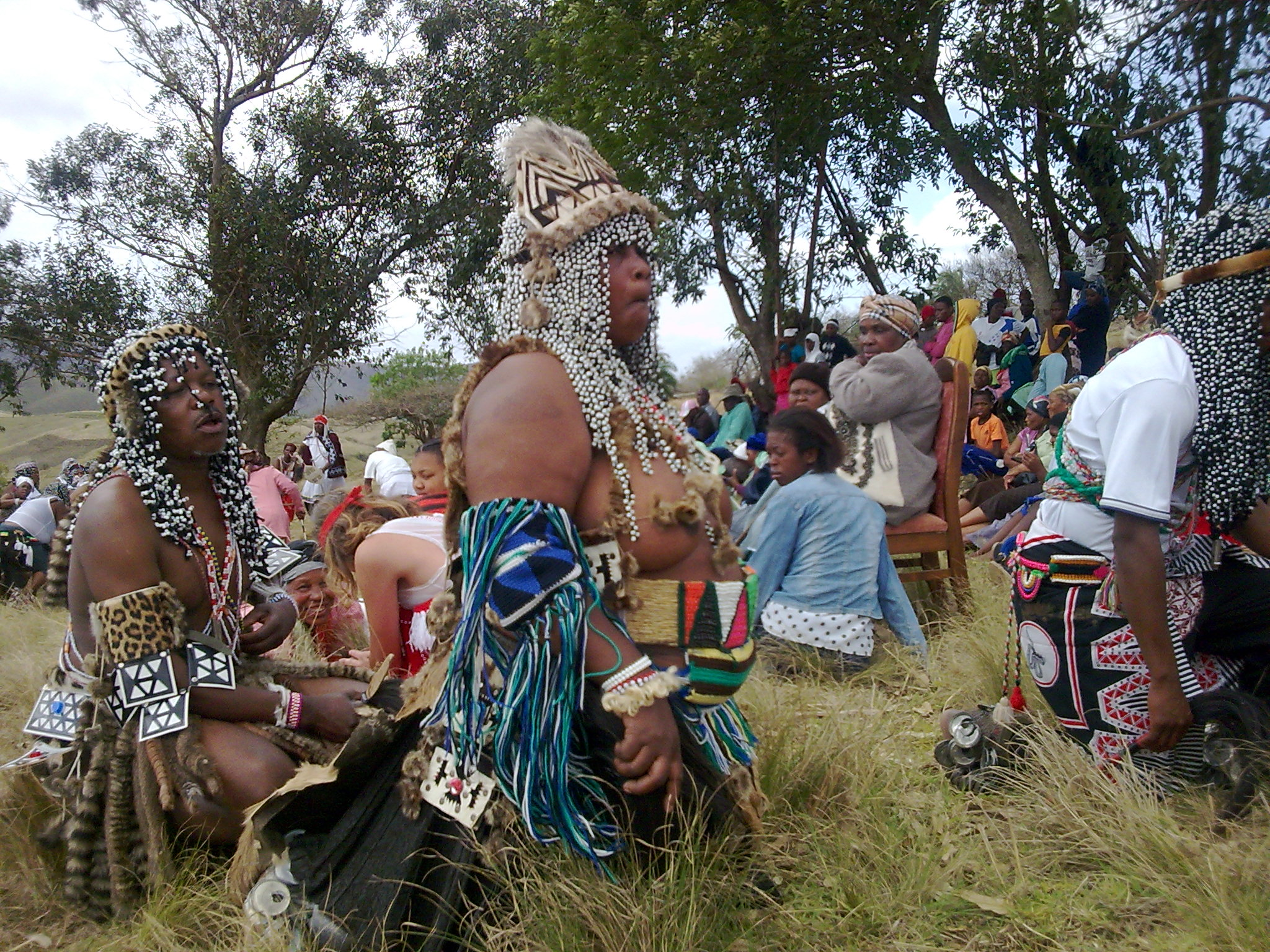
عرافو الزولو سانغوما.

من أجل جذب عالم الروح، يجب على العراف (سانغوما) استدعاء الأسلاف من خلال عمليات التكهن لتحديد المشكلة. ثم يقوم المعالج بالأعشاب (إميانغا) بإعداد خليط (موثي) ليتم استهلاكه من أجل التأثير على الأجداد. على هذا النحو، يلعب العرافون والأعشاب دورًا مهمًا في الحياة اليومية لشعب الزولو. ومع ذلك، يتم التمييز بين موثي الأبيض (أوموثي أوملوب)، الذي له آثار إيجابية، مثل الشفاء أو الوقاية من سوء الحظ، والمثي الأسود (أوموثي أومنياما)، الذي يمكن أن يسبب المرض أو الموت للآخرين، أو الحصول على ثروة للمستخدم. يعتبر مستخدمو الموثي الأسود سحرة ومنبوذين من قبل المجتمع.
واجهت المسيحية صعوبة في الحصول على موطئ قدم بين شعب الزولو، وعندما فعلت ذلك كانت بطريقة توفيقية. قدم إشعياء شمبي، الذي يعتبر مسيح الزولو، شكلاً من أشكال المسيحية (الكنيسة المعمدانية في الناصرة) والتي تضمنت العادات والتقاليد.
علاوة على ذلك، يمارس شعب الزولو أيضًا احتفالًا يسمى أوكويشواما [الإنجليزية]. قتل الثور هو جزء من أوكويشواما، وهو احتفال سنوي يحتفل بحصاد جديد. إنه يوم صلاة يشكر فيه شعب زولو خالقهم وأسلافهم. حسب التقاليد، يُطلب من فوج جديد من المحاربين الشباب مواجهة ثور لإثبات شجاعتهم، واكتساب قوته عند انتهاء حياته. ويعتقد أن هذه القوة تنتقل بعد ذلك إلى ملك الزولو.

## الأدوار الاجتماعية

### الرجال
يقع شعب الزولو تحت ظل حكم نظام أبوي. يُنظر فيه إلى الرجال على أنهم أرباب الأسرة ويُنظر إليهم على أنهم شخصيات تتمتع بسلطة وحزم. ويُماهِي رجال الزولو أنفسهم مع الكبرياء والكرامة بكل عظمة. ويقارنون أنفسهم أيضًا بصفات الحيوانات البرية القوية مثل الثيران والأسود والفيلة. ويساهم هؤلاء الرجال في المجتمع من خلال العمل كمدافعين وصيادين ومحبين. كما وإنَّ رجال الزولو مسؤولون أيضًا عن رعي الماشية، وتثقيف أنفسهم حول حياة المحاربين المنضبطين، وصنع الأسلحة، وتعلم فن القتال بالعصي.

### قتال العصي
فن القتال بالعصا هو احتفال بالرجولة بالنسبة لرجال الزولو. يمكن لهؤلاء الرجال البدء في تعلم هذا الشكل من فنون القتال في سن الخامسة. هناك العديد من الأسباب التي تجعل الرجال يتعلمون كيف يقاتلون. على سبيل المثال، قد يرغب الرجال في تعلم هذا الفن القتالي حتى يتمكنوا من تصحيح/رد أي أخطاء أو إهانات تُرتكب بحقهم. الأسباب الأخرى التي يختار بعض الرجال تعلم هذا الفن من أجلها هي لغايات رياضية، وإثبات المهارات أو الرجولة، والدفاع عن النفس. إنَّ الهدف من قتال العصا هو إصابة الخصم وأحيانًا قتله. هناك قواعد آداب يجب الالتزام بها عند القتال بالعصا. مثلا، شرط تناظر السن أي رجل يقاتل رجلا آخر بنفس عمره. كما لا يمكن لأحد أن يضرب الخصم بمجرد فقدانه العصا التي يقاتل بها. أخيرًا، يُسمح فقط بالعصي عند القتال.

### النساء
غالبًا ما تقوم النساء في مجتمع الزولو بالأعمال المنزلية مثل التنظيف وتربية الأطفال وجمع المياه والحطب والغسيل والعناية بالمحاصيل والطهي وصنع الملابس. يمكن اعتبار النساء مصدر الدخل الوحيد للأسرة. مراحل حياة المرأة الزولووية تؤدي إلى غاية واحدة وهي الزواج. وعندما تقترب المرأة من سن البلوغ، تُعرف باسم تشيتشي tshitshi. تكشف تشيتشي عن عزوبيتها بارتدائها ملابس قليلة. وعادة لا ترتدي النساء العازبات الملابس لتغطية الرأس والثديين والساقين والكتفين. كما ترتدي النساء المخطوبات أغطية الشعر الشفافة لإظهار حالتهن الزوجية للمجتمع، وأما النساء المتزوجات يغطين أنفسهن بالملابس وأغطية الرأس. أيضًا، تُعلم النساء الخضوع للرجال ومعاملتهم باحترام كبير. كما تلتزم النساء دائمًا بشخصية ذكورية.

## صَدَاق العروس
لدى شعب الزولو نظام يسمى إيلوبولو ilobolo. يستخدم هذا المصطلح بشكل خاص من قبل الزولو عندما يتعلق الأمر بصَداق/مهر العروس. ولكل مجموعة عرقية إفريقية متطلبات مختلفة عندما يتعلق الأمر بمهر العروس. ففي مجتمع الزولو ما قبل الرأسمالية، ارتبط إيلوبولو ارتباطًا وثيقًا بملكية الماشية. خلال ذلك الوقت، لم يكن هناك عدد ثابت من الماشية مطلوب لحفل الزفاف. يمكن دفعها -الماشية- قبل الزواج أو أثناء الزواج. سيأخذ العريس الماشية من قطيع والده من أجل تخليد إرث الأسرة. ومع ذلك، فقد تغيرت هذه الطقوس أثناء الاستعمار لأنه في عام 1869، قام ثيوفيلوس شيبستون، سكرتير ناتال للشؤون الأصلية، بإضفاء الطابع الرسمي على دفع إيلوبولو فكان أن قرر التالي: 10 مواشي للعامة (بالإضافة إلى بقرة إنغكوث للأم)، 15 لأخوة الرئيس وأكثر من 20 لبنات الرئيس. ومع ذلك، رأى بعض الزولو أنه من غير المقبول التساهل في شأن المهر وذلك بتركه للعريس هو من يقرر كميته. لذلك، قرروا وضع عدد من الماشية كضمان يجب على العريس تقديمه قبل الزواج أو في بدايته. هذا القرار الذي اتخذه الزولو جعل من هذه الطقوس غير تقليدية بالنسبة إليهم. ومن جهة أخرى، أوجد بعض الزولو طريقة أخرى لدفع المهر وهي في أن تقدم دفعة رمزية أو إحضار هدية تقدم لوالد العروس من أجل تقليل أعباء المهر.